# Carex psilocarpa
Carex psilocarpa är en halvgräsart som beskrevs av Ernst Gottlieb von Steudel. Carex psilocarpa ingår i släktet starrar, och familjen halvgräs. Inga underarter finns listade i Catalogue of Life.